# Norme matricielle
En mathématiques, une norme matricielle est un cas particulier de norme vectorielle, sur un espace de matrices.
Dans ce qui suit, K désigne le corps des réels ou des complexes.

## Définition
Certains auteurs  définissent une norme matricielle comme étant simplement une norme sur un espace vectoriel Mm,n(K) de  matrices à m lignes et n colonnes à coefficients dans K.
Pour d'autres, une norme matricielle est seulement définie sur une algèbre Mn(K) de matrices carrées et est une norme d'algèbre, c'est-à-dire qu'elle est de plus sous-multiplicative.

## Exemples de normes matricielles

### Norme de Frobenius
La norme de Frobenius sur {\displaystyle \mathrm {M} _{m,n}(K)} est celle qui dérive du produit scalaire ou hermitien standard sur cet espace, à savoir
où {\displaystyle A^{*}} désigne la matrice adjointe de {\displaystyle A} et {\displaystyle \operatorname {tr} } la trace. La norme de Frobenius est souvent notée
C'est la norme euclidienne ou hermitienne standard de la matrice considérée comme une collection de {\displaystyle m\times n} scalaires.
Si {\displaystyle K=\mathbb {R} }, le point de vue précédent permet d'en déduire le sous-différentiel de la norme de Frobenius, qui s'écrit en {\displaystyle A\in \mathrm {M} _{m,n}(\mathbb {R} )} :
En réalité, {\displaystyle \|\cdot \|_{F}} est différentiable sauf en zéro où {\displaystyle \partial (\|\cdot \|_{F})(0)} est la boule unité pour la norme de Frobenius.
La norme de Frobenius n'est pas une norme subordonnée, parce que {\displaystyle \|I_{n}\|_{F}={\sqrt {n}}} (on a noté {\displaystyle I_{n}} l'opérateur identité sur {\displaystyle \mathbb {R} ^{n}}), mais c'est une norme sous-multiplicative : {\displaystyle \|AB\|_{F}\leqslant \|A\|_{F}\,\|B\|_{F}}.
La norme de Frobenius peut s'étendre à un espace hilbertien (de dimension infinie) ; on parle alors de norme de Hilbert-Schmidt  ou encore norme 2 de Schatten.

### Normes d'opérateur
On peut aussi voir une matrice A ∈ Mm,n(K) comme un opérateur linéaire de Kn dans Km et lui associer différents types de normes d'opérateur, à partir des normes utilisées sur Kn et Km. Par exemple, si l'on munit Km de la norme p et Kn de la norme q (avec p, q ∈ [1, ∞]), on obtient la norme d'opérateur
En particulier, on note parfois
que l'on appelle parfois la norme spectrale ou encore norme ∞ de Schatten.

### Norme nucléaire
La norme duale de la norme spectrale {\displaystyle \|\cdot \|} pour le produit scalaire ou hermitien standard de Mm,n(K), notée et définie par
porte différents noms : norme nucléaire ou norme de Ky Fan ou encore norme 1 de Schatten.

### Normes de Schatten
La norme p de Schatten (de), due à Robert Schatten, est définie en A ∈ Mm,n(K) par
où {\displaystyle \sigma (A)} est le vecteur des valeurs singulières de {\displaystyle A}. Ces normes ont un lien avec les normes précédentes, puisque, quel que soit A ∈ Mm,n(K), on a,
On déduit du lien entre les normes matricielles et les normes vectorielles de {\displaystyle \sigma (A)}, et les inégalités sur ces normes, que pour tout A ∈ Mm,n(K) :
où {\displaystyle \operatorname {rg} (A)} désigne le rang de {\displaystyle A}.
Ces inégalités montrent que le rang est minoré par la norme nucléaire sur la boule unité {\displaystyle {\mathcal {B}}:=\{A\in \mathrm {M} _{m,n}(K)\mid \|A\|\leqslant 1\}}. Plus précisément, on peut montrer que la plus grande fonction convexe fermée qui minore le rang sur {\displaystyle {\mathcal {B}}} est la restriction à cette boule de la norme nucléaire.
Lorsque K est le corps des réels, cela revient, en notant {\displaystyle {\mathcal {I}}_{\mathcal {B}}} l'indicatrice de {\displaystyle {\mathcal {B}}}, à dire que la biconjuguée de la fonction {\displaystyle \operatorname {rg} +{\mathcal {I}}_{\mathcal {B}}:\mathrm {M} _{m,n}(\mathbb {R} )\to {\overline {\mathbb {R} }}} est la fonction {\displaystyle \|\cdot \|_{*}+{\mathcal {I}}_{\mathcal {B}}},. Sans restriction du rang à un ensemble, on obtient {\displaystyle \operatorname {rg} ^{**}=0}, une identité de peu d'utilité.

## Propriétés
- L'espace Mn(K), muni d'une norme sous-multiplicative (comme une norme d'opérateur ║∙║p,p), est un exemple d'algèbre de Banach.
- Pour toute norme N sur Mn(K), l'application bilinéaire (A, B) ↦ AB étant continue (on est en dimension finie), on est assuré de l'existence d'une constante k > 0 telle que{\displaystyle \forall A,B\in \mathrm {M} _{n}(K)\quad N(AB)\leq kN(A)N(B)}.Par suite, la norme kN est sous-multiplicative. Toute norme sur Mn(K) est donc proportionnelle à une norme d'algèbre.